# 児玉正雄
児玉 正雄（こだま まさお、1899年5月16日 - 1997年7月25日）は、日本の経営者。関西ペイント社長を務めた。山口県出身。

## 経歴
1923年に東京帝国大学工学部応用化学科を卒業し、後に関西ペイントに入社。1937年に取締役に就任し、1945年9月に顧問、1947年12月に再び取締役、1955年5月に常務、1964年5月に副社長を経て、1966年5月から1969年11月までに社長を務めた。1972年11月には名誉顧問に就任。
1964年9月に藍綬褒章を受章し、1969年11月に勲三等瑞宝章を受章した。
1997年7月25日心不全のために死去。98歳没。